# Reunión de Juristas por el Asturiano
La Reunión de Juristas por el Asturiano, (oficialmente en asturiano, Aconceyamientu de Xuristes pol Asturianu o abreviadamente, AXA) es una asociación fundada el 25 de mayo de 2006 constituida formalmente en Oviedo, con la firma del acta fundacional y la solicitud de asentamiento en el Registro de Asociaciones del Principado de Asturias.
Se creó con el objeto de trabajar de forma desinteresada por la supresión de los obstáculos que tiene el empleo de la lengua asturiana para la actividad profesional de los juristas, planteandose desde estos tres presupuestos:
- La dignidad institucional de Asturias -la dignidad de todos los asturianos-, desde que la lengua reciba el mismo trato que las lenguas propias de otras comunidades autónomas españolas.

- Todos los poderes públicos están obligados a cumplir legalmente con los mandados recogidos en los artículos 3.2, 9.2 y 14 de la Constitución Española y en el artículo 2 de la Declaración Universal de los Derechos Humanos, a la luz de los tratados, convenios, pactos, convenciones, resoluciones, informes, declaraciones y sentencias que las interpretan.[1][2]

- Todos los poderes públicos asentados en Asturias están obligados a cumplir legalmente con los mandados recogidos en el artículo 4 del Estatuto de Autonomía y la Ley 1/1998, de 23 de marzo, de Utilización y Promoción del bable o asturiano.[1]

- Los firmantes del "Plan para la Normalización Social del Asturiano 2005-2007", están obligados a cumplir legalmente sus compromisos.[1]

## Organización interna
El órgano de gobierno es el que se muestra a continuación:

### Junta directiva
- Presidente: Xosé María Estrada Janáriz. Letrado del Servicio Jurídico del Principado de Asturias.[1]

- Vicepresidente: Xosé Manuel Pérez Fernández, Profesor Titular de Derecho Administrativo de la Universidad de Oviedo.

- Secretario: Xurde Blanco Puente, Letrado del Servicio Jurídico del Principado de Asturias.[2]

- Secretaría: Yolanda González Huergo, licenciada en Derecho y trabaja en la Administración Pública Municipal y Xesús Xabiel Álvarez Villa licenciado en Derecho y trabajador de la Administración Pública Autonómica.

- Tesorero: Xilberto Maire Fernández. Abogado - Ilustre Colegio de Abogados de Oviedo.
- Vocal: Xosé Lluis del Río Fernández. Abogado - Ilustre Colegio de Abogados de Oviedo.

### Grupos de trabajo
- Administraciones Públicas, Universidad y Enseñanza

- - Coordinador: Xosé Manuel Pérez Fernández.
  - Miembros: Xurde Blanco Puente, Yolanda González Huergo y Xosé María Estrada Janáriz.

- Procedimientos

- - Coordinador:  Xurde Blanco Puente.
  - Miembros: Xosé María Estrada Janáriz, Xilberto Maire Fernández y Xosé Lluis del Río Fernández.

- Mediación

- - Coordinador:  Xosé María Estrada Janáriz.
  - Miembros: Xurde Blanco Puente, Xesús Xabiel Álvarez Villa, Yolanda González Huergo y Inaciu Iglesias Fernández.

- Concejo de Estudios Jurídicos El Escaliu

- Coordinadora: Amable Concha González.
- Miembros: Xosé Lluis del Río Fernández, Xurde Blanco Puente y Xaviel Vilareyo y Villamil.

- Informática, edición electrónica y documentación

- Responsables:  Xosé Lluis del Río Fernández y Yolanda González Huergo.

- Prensa

- Portavoces: Xurde Blanco Puente y Yolanda González Huergo.

Hoy en día, integran AXA más de cincuenta juristas, entre quienes se localizan representadas de casi todas las partes profesionales: Universidad, Administración Autonómica y Municipal y Abogacía.

## Partes de trabajo

### Observatorio de derechos lingüísticos (ODLL)
El Observatorio de Derechos Lingüísticos (ODLL), es un proyecto promovido por AXA que intenta mirar por los derechos lingüísticos de los ciudadanos y ciudadanas hablantes de asturiano y de gallego-asturiano, encaminando su actividad a garantizar esos derechos, tanto en el ámbito público como en el privado, de modo desinteresado y con neutralidad e independencia de cualquier otra institución pública o privada.
Se realizan estudios y se preparan informes sobre la situación de respeto o conciliación de los derechos lingüísticos en Asturias, presentar ante la sociedad asturiana y ante las instituciones asturianas e internacionales, con el fin de dar a conocer la situación de discriminación lingüística que pueden padecer los asturianos, organizando modos de presión para que los derechos fundamentales de los hablantes sean respetados, como es el caso de La agonía de una lengua europea, una denuncia enviada al Comité Europeo para las Lenguas Regionales o Minoritarias del Consejo de Europa, en asturiano, inglés y castellano.
Realizan también una labor pedagógica en el que invoca al conocimiento y difusión de los derechos lingüísticos que les corresponden a los parlantes, entender el derecho que tienen los ciudadanos asturianos sobre su propia lengua y a desenvolverse con normalidad en su vida cotidiana.
Trabaja además, de manera proactiva para que las empresas, asociaciones, organizaciones e instituciones superiores de la sociedad asturiana, utilicen la lengua propia, favoreciendo de esta manera su normalización social, como en la Reclamación ante la empresa Tele Atlas Map Insight  (empresa encargada de ilustrar mapas en Google Maps).

### El Escaliu
El Concejo de Estudios Jurídicos El Escaliu toma su nombre de una vieja institución jurídica asturiana documentada ya desde el siglo IX que consistía en el desbrave y cultivo de la tierra desierta. El Escaliu se constituyó como uno de los Grupos de Trabajo de la Reunión de Juristas por el Asturiano y desde él, quiere acercarse a la realidad asturiana desde una perspectiva jurídica, con la vista puesta en el futuro. El Escaliu es un lugar de estudio y encuentro en el que se muestran reflexiones, propuestas e iniciativas de talante jurídico, un lugar para mostrar ideas y la concreción de actuaciones a pequeña escala que, en consonancia con las posibilidades del AXA, sean quien cambie las realidades concretas.
Entre los fines de El Escaliu se encuentran:
El estudio, divulgación e investigación de los recursos jurídicos de Asturias, comprendiendo dos partes:
- Las Instituciones de Derecho Público asturianas y el ahondamiento y consolidación de la autonomía política de Asturias, substentándose para ello en la propia entidad y especificidad jurídico-política del país; mirando de acercarse así al conocimiento la historia de estas Instituciones, su pervivencia y proyección; procurando su desarrollo y evolución, encadarmando ese estudio en el sistema de integración política-administrativa a nivel estatal, europeo e internacional, teniendo especial cuidado de atender para la tradicional vocación atlántica asturiana.

- Las Instituciones de Derecho Civil asturianas y la puesta al día de ellas.

- La contribución al fomento y promoción del desarrollo económico, social y cultural de Asturias a través del estudio y la propuesta de implementación de las posibilidades de sus instituciones jurídicas.

- La aportación de propuestas, opiniones e iniciativas de talante jurídico que sirvan al desarrollo económico, social o cultural de Asturias.

- La promoción del diálogo y el intercambio de opiniones a través de concejos y debates de talante jurídico.